# Боажервији
Боажервији (фр. Boisgervilly) насеље је и општина у северозападној Француској у региону Бретања, у департману Ил и Вилен која припада префектури Рен.
По подацима из 2011. године у општини је живело 1540 становника, а густина насељености је износила 77,0 становника/km². Општина се простире на површини од 19,95 km². Налази се на средњој надморској висини од 91 метар (максималној 111 m, а минималној 58 m).

## Демографија
| 1962. | 1968. | 1975. | 1982. | 1990. | 1999. | 2011. |
| ----- | ----- | ----- | ----- | ----- | ----- | ----- |
| 936   | 936   | 921   | 1.074 | 1.174 | 1.215 | 1.540 |

График промене броја становника у току последњих година